# Aba Hæggström
Carl-Adam (Aba) Hæggström, född 2 juli 1941 i Helsingfors, död den 29 maj 2025 var en finländsk botaniker. 
Hæggström blev filosofie doktor 1983, var docent i botanik vid Helsingfors universitet 1989–1998, vikarierande och tillförordnad professor i botanik (svenskspråkig tjänst) 1994–1998, svenskspråkig professor i miljörelaterad botanik 1998–2003 och förordnad att sköta tjänsten 2003–2005. År 2001 invaldes han i Finska Vetenskaps-Societeten.
Hæggström har publicerat omkring 280 botaniska arbeten, främst rörande Ålands flora samt lövängar, hagmarker och hamlade träd i Europa. Han är medförfattare till boken Toukohärkä ja kultasiipi, som 1995 av Världsnaturfonden (WWF) utsågs till årets naturbok och som erhöll statens publikationspris för popularisering av vetenskap 1996. Han har tillsammans med sin hustru Eeva Hæggström utgett verket Ålands flora (2008).